# Embratur (autorità sannita)
L'embratur (nome osco) era il duce supremo dei Sanniti al quale spettava la guida dell'esercito sannita. L'embratur veniva eletto dai meddíss tovtíks ovvero i magistrati federali che rappresentavano i vari popoli del Sannio. Nel kombennio, ovunque convocato, si riunivano i vari magistrati per decidere le sorti delle guerre, scrivere leggi e amministrare la giustizia.